# John Chabot
John David Chabot (* 18. Mai 1962 in Summerside, Prince Edward Island) ist ein ehemaliger kanadischer Eishockeyspieler und -trainer, der in der National Hockey League und Deutschen Eishockey Liga aktiv war.

## Spielerkarriere
Chabot wurde von den Canadiens de Montréal in der zweiten Runde des NHL Entry Draft 1980 in Runde zwei als 40. Spieler ausgewählt. 1984/85 wechselte er von den Habs zu den Pittsburgh Penguins, wo er mit Mario Lemieux in einer Reihe spielte. Die Saisons 1987/88 bis 1990/91 verbrachte er bei den Detroit Red Wings.
1991 entschloss sich Chabot zu einem Wechsel nach Europa und wurde vom HC Milano Saima verpflichtet, für den er in der Alpenliga spielte. Zu Beginn der folgenden Saison war er für die HC Devils Milano aktiv, ehe er im Laufe der Saison 1992/93 nach Deutschland zu den Preussen Berlin wechselte. Bei den Preussen spielte er bis zur Saison 96/97. 1997 bestritt er das Schweizer Playoff-Finale mit dem EV Zug, danach zog es ihn zu den Frankfurt Lions. Nach drei Jahren in Frankfurt ging er zu den Eisbären Berlin, bei denen er nach einer Saison im Sommer 2001 seine aktive Karriere auch beendete. Chabot absolvierte außerdem elf Spiele für Team Canada.

## Trainerkarriere
2001 wurde er Cheftrainer der Hull Olympiques in der kanadischen Juniorenliga QMJHL. 2002 wechselte er auf den Posten des Assistenz-Trainers und gehörte der Mannschaft bis 2005 an, die zwischenzeitlich in Gatineau Olympiques umbenannt wurde. Im Februar 2006 verpflichteten ihn die Acadie-Bathurst Titan aus der QMJHL, die er im selben Jahr ins Halbfinale der Playoffs führen konnte.
Von Juli 2007 bis zum Saisonende 2008/09 war er gemeinsam mit Gerard Gallant und Daniel Lacroix Assistenztrainer bei den New York Islanders in der NHL.

## Soziales Engagement
Chabot gründete eine Organisation namens "First Assist Initiative", die Sportangebote für Ureinwohner Nordamerikas bietet. Chabot selbst ist Mitglied des im Reservat Kitigan Zibi (Provinz Québec) ansässigen Algonkin-Stammes.

## Erfolge und Auszeichnungen
- 1982 QMJHL First All-Star Team
- 1982 Trophée Michel Brière
- 1982 Memorial Cup All-Star Team